# Рие Усуи
Рие Усуи (јап. 臼井 理恵; 28. децембар 1989) јапанска је фудбалерка.

## Репрезентација
За репрезентацију Јапана дебитовала је 2014. године. За тај тим одиграла је 6 утакмица.

## Статистика
| Јапан  | Јапан | Јапан |
| Год.   | Ута.  | Гол.  |
| ------ | ----- | ----- |
| 2014   | 6     | 0     |
| Укупно | 6     | 0     |